# Halmahera occidental

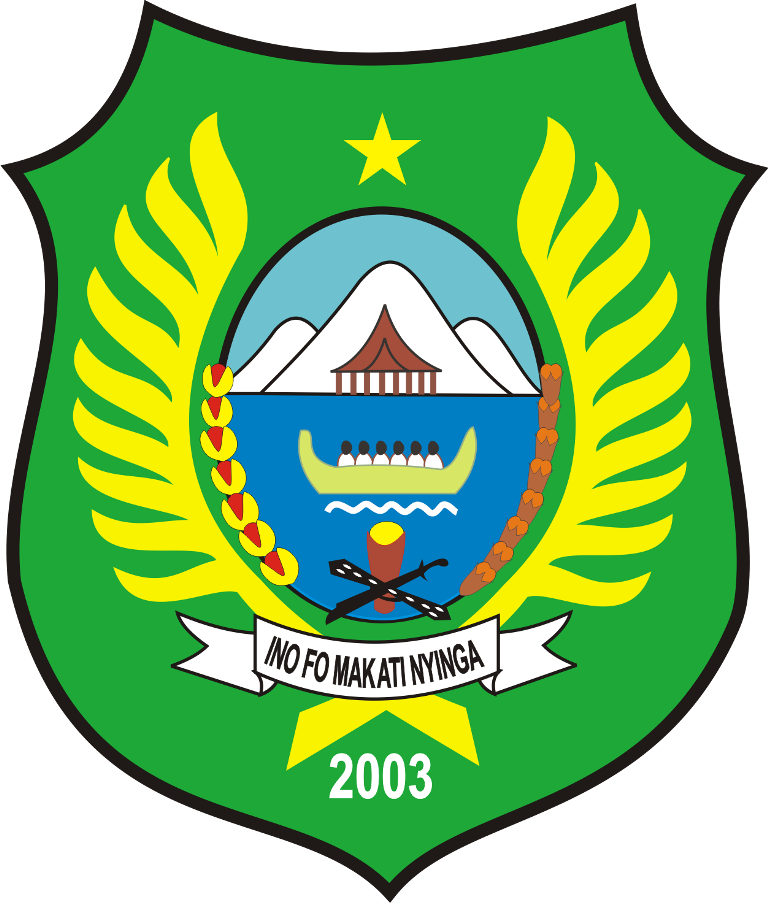
Emblème du district de Halmahera Barat

L'Halmahera occidental, en indonésien : Kabupaten Halmahera Barat, est un kabupaten situé sur l'île d'Halmahera, dans la province des Moluques du Nord (république d'Indonésie). Son chef-lieu est Jailolo.
Sa superficie est de 2 080,21 km2 ; il comptait 100 424 habitants au recensement de 2010 et 132 349 au recensement de 2020.

## Administration
Ce kabupaten (« régence ») est divisé en huit districts (kecamatan ), présentés ci-dessous avec leurs superficies et leurs populations de 2010 et de 2020, les centres administratifs de district, avec le nombre de villages administratifs (desa ruraux et kelurahan urbains) dans chaque district et les codes postaux.
| Nom local           | nom francophone | Superficie (km2) | Population (recensement 2010) | Population (recensement 2020) | Centre administratif | Nombre de villages | Code postal |
| ------------------- | --------------- | ---------------- | ----------------------------- | ----------------------------- | -------------------- | ------------------ | ----------- |
| Jailolo Selatan (a) | Jailolo Sud     | 147,55           | 14 144                        | 24 409                        | Domate               | 22                 | 97751       |
| Jailolo             |                 | 226,00           | 27 541                        | 34 757                        | Gufasa               | 34                 | 97752       |
| Sahu                |                 | 122,86           | 9 223                         | 11 842                        | Susupu               | 19                 | 97753       |
| Sahu Timour         | Sahu oriental   | 271,00           | 8 015                         | 11 066                        | Akelamo              | 18                 | 97758       |
| Ibu                 |                 | 109,82           | 9 351                         | 12 280                        | Tongue Sungi         | 17                 | 97754       |
| Ibou Selatan        | Ibu du Sud      | 368.33           | 10 335                        | 15 004                        | Talaga               | 16                 | 97756       |
| Tabaru              | Ibu Nord        | 220.64           | 7 773                         | 9 335                         | Duono                | 16                 | 97757       |
| Loloda (b)          |                 | 614.01           | 10 626                        | 13 656                        | Kédi                 | 27                 | 97755       |
| Totaux              |                 | 2 080,21         | 100 424                       | 132 349                       | Jailolo              | 169                |             |

Notes : (a) dont 37 îles au large. (b) dont 80 îles au large.